# کیران دسای
کیران دسای (Kiran Desai) (زاده ۳ سپتامبر ۱۹۷۱) نویسنده زن هندی است. او در هند، انگلستان و آمریکا تحصیل کرده‌است. دسای با رمان میراث پوچ در سال ۲۰۰۶ جایزه بوکر را برد.
او دختر آنیتا دسای نویسنده زن سرشناس هندی است. کیران، پس از دریافت جایزه بوکر، رمان میراث گمشدگی را به مادرش تقدیم کرد. آنیتا نیز تاکنون سه بار نامزد جایزه بوکر شده، اما موفق به دریافت این جایزه نشده‌است.

## زندگی
دسای تا سن ۱۵ سالگی در هند به‌سر می‌برد. پس از آن برای ادامه تحصیل به انگلستان رفت و هم‌اکنون در نیویورک آمریکا زندگی می‌کند. مادر او، آنیتا دسای از نویسندگان برجسته هندی است که به‌نظر کارشناسان، کیران در نگارش آثارش تأثیرات زیادی از او گرفته‌است. به گفته کیران، مادرش هم‌اکنون در روستایی در هند زندگی می‌کند.

## آثار
- غوغا در باغستان گوآوا (به انگلیسی: Hullabaloo in the Guava Orchard) (۱۹۹۸)
- میراث سراب (به انگلیسی: The Inheritance of Loss) (۲۰۰۶)